# Fins curlingteam (mannen)
Het Finse curlingteam vertegenwoordigt Finland in internationale curlingwedstrijden.

## Geschiedenis
Finland nam pas in 1981 voor het eerst deel aan een groot toernooi, met name het EK van dat jaar in Zwitserland. Finland kon tijdens dit toernooi slechts één wedstrijd winnen. Ook in de komende jaren bengelde Finland geregeld onderaan het klassement. De Finse succesjaren kwamen er vanaf 1998. In dat jaar eindigde het team van Markku Uusipaavalniemi op de derde plaats op het wereldkampioenschap, meteen goed voor de eerste curlingmedaille in de geschiedenis van het land.
Een jaar later werd Finland ook derde op het Europees kampioenschap. 2000 was het beste jaar in de geschiedenis van het Finse curling. In het voorjaar veroverde het land opnieuw een bronzen medaille op het WK, en in december kroonden de Finnen zich tot Europees kampioen. Het is tot op heden de enige titel die Finland kon bemachtigen. Een jaar later, toen het EK voor het eerst in eigen land werd georganiseerd, werd het land wel nog derde.
Daarna werden er wel nog vierde en vijfde plaatsen gehaald op EK's en WK's, maar medailles zaten er niet meer in. In 2006 schitterde Finland voor een voorlopig laatste keer. Het land haalde de finale op de Olympische Winterspelen, waarin Canada duidelijk te sterk was.

## Finland op de Olympische Spelen
| \| Jaar \| Plaats \| Skip \| WG \| W \| V \| PV \| PT \| \| ---- \| ------------- \| ---------------------- \| ------------- \| ------------- \| ------------- \| ------------- \| ------------- \| \| 1924 \| Geen deelname \| Geen deelname \| Geen deelname \| Geen deelname \| Geen deelname \| Geen deelname \| Geen deelname \| \| 1998 \| Geen deelname \| Geen deelname \| Geen deelname \| Geen deelname \| Geen deelname \| Geen deelname \| Geen deelname \| \| 2002 \| 5 \| Markku Uusipaavalniemi \| 9 \| 5 \| 4 \| 52 \| 54 \| \| 2006 \| 2 \| Markku Uusipaavalniemi \| 11 \| 8 \| 3 \| 61 \| 53 \| \| 2010 \| Geen deelname \| Geen deelname \| Geen deelname \| Geen deelname \| Geen deelname \| Geen deelname \| Geen deelname \| \| 2014 \| Geen deelname \| Geen deelname \| Geen deelname \| Geen deelname \| Geen deelname \| Geen deelname \| Geen deelname \| \| 2018 \| Geen deelname \| Geen deelname \| Geen deelname \| Geen deelname \| Geen deelname \| Geen deelname \| Geen deelname \| \| 2022 \| Geen deelname \| Geen deelname \| Geen deelname \| Geen deelname \| Geen deelname \| Geen deelname \| Geen deelname \| \| 2026 \| Geen deelname \| Geen deelname \| Geen deelname \| Geen deelname \| Geen deelname \| Geen deelname \| Geen deelname \| |               |                        |               |               |               |               |               |
| Jaar | Plaats        | Skip                   | WG            | W             | V             | PV            | PT            |
| 1924 | Geen deelname | Geen deelname          | Geen deelname | Geen deelname | Geen deelname | Geen deelname | Geen deelname |
| 1998 | Geen deelname | Geen deelname          | Geen deelname | Geen deelname | Geen deelname | Geen deelname | Geen deelname |
| 2002 | 5             | Markku Uusipaavalniemi | 9             | 5             | 4             | 52            | 54            |
| 2006 | 2             | Markku Uusipaavalniemi | 11            | 8             | 3             | 61            | 53            |
| 2010 | Geen deelname | Geen deelname          | Geen deelname | Geen deelname | Geen deelname | Geen deelname | Geen deelname |
| 2014 | Geen deelname | Geen deelname          | Geen deelname | Geen deelname | Geen deelname | Geen deelname | Geen deelname |
| 2018 | Geen deelname | Geen deelname          | Geen deelname | Geen deelname | Geen deelname | Geen deelname | Geen deelname |
| 2022 | Geen deelname | Geen deelname          | Geen deelname | Geen deelname | Geen deelname | Geen deelname | Geen deelname |
| 2026 | Geen deelname | Geen deelname          | Geen deelname | Geen deelname | Geen deelname | Geen deelname | Geen deelname |

## Finland op het wereldkampioenschap
| Jaar | Plaats        | Skip                  | WG            | W             | V             | PV            | PT            |
| ---- | ------------- | --------------------- | ------------- | ------------- | ------------- | ------------- | ------------- |
| 1959 | Geen deelname | Geen deelname         | Geen deelname | Geen deelname | Geen deelname | Geen deelname | Geen deelname |
| 1960 | Geen deelname | Geen deelname         | Geen deelname | Geen deelname | Geen deelname | Geen deelname | Geen deelname |
| 1961 | Geen deelname | Geen deelname         | Geen deelname | Geen deelname | Geen deelname | Geen deelname | Geen deelname |
| 1962 | Geen deelname | Geen deelname         | Geen deelname | Geen deelname | Geen deelname | Geen deelname | Geen deelname |
| 1963 | Geen deelname | Geen deelname         | Geen deelname | Geen deelname | Geen deelname | Geen deelname | Geen deelname |
| 1964 | Geen deelname | Geen deelname         | Geen deelname | Geen deelname | Geen deelname | Geen deelname | Geen deelname |
| 1965 | Geen deelname | Geen deelname         | Geen deelname | Geen deelname | Geen deelname | Geen deelname | Geen deelname |
| 1966 | Geen deelname | Geen deelname         | Geen deelname | Geen deelname | Geen deelname | Geen deelname | Geen deelname |
| 1967 | Geen deelname | Geen deelname         | Geen deelname | Geen deelname | Geen deelname | Geen deelname | Geen deelname |
| 1968 | Geen deelname | Geen deelname         | Geen deelname | Geen deelname | Geen deelname | Geen deelname | Geen deelname |
| 1969 | Geen deelname | Geen deelname         | Geen deelname | Geen deelname | Geen deelname | Geen deelname | Geen deelname |
| 1970 | Geen deelname | Geen deelname         | Geen deelname | Geen deelname | Geen deelname | Geen deelname | Geen deelname |
| 1971 | Geen deelname | Geen deelname         | Geen deelname | Geen deelname | Geen deelname | Geen deelname | Geen deelname |
| 1972 | Geen deelname | Geen deelname         | Geen deelname | Geen deelname | Geen deelname | Geen deelname | Geen deelname |
| 1973 | Geen deelname | Geen deelname         | Geen deelname | Geen deelname | Geen deelname | Geen deelname | Geen deelname |
| 1974 | Geen deelname | Geen deelname         | Geen deelname | Geen deelname | Geen deelname | Geen deelname | Geen deelname |
| 1975 | Geen deelname | Geen deelname         | Geen deelname | Geen deelname | Geen deelname | Geen deelname | Geen deelname |
| 1976 | Geen deelname | Geen deelname         | Geen deelname | Geen deelname | Geen deelname | Geen deelname | Geen deelname |
| 1977 | Geen deelname | Geen deelname         | Geen deelname | Geen deelname | Geen deelname | Geen deelname | Geen deelname |
| 1978 | Geen deelname | Geen deelname         | Geen deelname | Geen deelname | Geen deelname | Geen deelname | Geen deelname |
| 1979 | Geen deelname | Geen deelname         | Geen deelname | Geen deelname | Geen deelname | Geen deelname | Geen deelname |
| 1980 | Geen deelname | Geen deelname         | Geen deelname | Geen deelname | Geen deelname | Geen deelname | Geen deelname |
| 1981 | Geen deelname | Geen deelname         | Geen deelname | Geen deelname | Geen deelname | Geen deelname | Geen deelname |
| 1982 | Geen deelname | Geen deelname         | Geen deelname | Geen deelname | Geen deelname | Geen deelname | Geen deelname |
| 1983 | Geen deelname | Geen deelname         | Geen deelname | Geen deelname | Geen deelname | Geen deelname | Geen deelname |
| 1984 | Geen deelname | Geen deelname         | Geen deelname | Geen deelname | Geen deelname | Geen deelname | Geen deelname |
| 1985 | Geen deelname | Geen deelname         | Geen deelname | Geen deelname | Geen deelname | Geen deelname | Geen deelname |
| 1986 | Geen deelname | Geen deelname         | Geen deelname | Geen deelname | Geen deelname | Geen deelname | Geen deelname |
| 1987 | Geen deelname | Geen deelname         | Geen deelname | Geen deelname | Geen deelname | Geen deelname | Geen deelname |
| 1988 | 9             | Jussi Uusipaavalniemi | 9             | 2             | 7             | 27            | 48            |
| 1989 | Geen deelname | Geen deelname         | Geen deelname | Geen deelname | Geen deelname | Geen deelname | Geen deelname |
| 1990 | 8             | Jussi Uusipaavalniemi | 10            | 3             | 7             | 39            | 64            |
| 1991 | 10            | Jussi Uusipaavalniemi | 9             | 1             | 8             | 28            | 57            |

| Jaar | Plaats        | Skip                   | WG            | W             | V             | PV            | PT            |
| ---- | ------------- | ---------------------- | ------------- | ------------- | ------------- | ------------- | ------------- |
| 1992 | 5             | Jussi Uusipaavalniemi  | 10            | 5             | 5             | 68            | 61            |
| 1993 | Geen deelname | Geen deelname          | Geen deelname | Geen deelname | Geen deelname | Geen deelname | Geen deelname |
| 1994 | Geen deelname | Geen deelname          | Geen deelname | Geen deelname | Geen deelname | Geen deelname | Geen deelname |
| 1995 | Geen deelname | Geen deelname          | Geen deelname | Geen deelname | Geen deelname | Geen deelname | Geen deelname |
| 1996 | Geen deelname | Geen deelname          | Geen deelname | Geen deelname | Geen deelname | Geen deelname | Geen deelname |
| 1997 | 10            | Markku Uusipaavalniemi | 9             | 1             | 8             | 42            | 70            |
| 1998 | 3             | Markku Uusipaavalniemi | 12            | 7             | 5             | 63            | 72            |
| 1999 | 8             | Markku Uusipaavalniemi | 9             | 4             | 5             | 50            | 54            |
| 2000 | 3             | Markku Uusipaavalniemi | 11            | 8             | 3             | 80            | 64            |
| 2001 | 5             | Markku Uusipaavalniemi | 9             | 5             | 4             | 56            | 53            |
| 2002 | 5             | Markku Uusipaavalniemi | 9             | 5             | 4             | 55            | 40            |
| 2003 | 4             | Markku Uusipaavalniemi | 11            | 7             | 4             | 68            | 66            |
| 2004 | Geen deelname | Geen deelname          | Geen deelname | Geen deelname | Geen deelname | Geen deelname | Geen deelname |
| 2005 | 5             | Markku Uusipaavalniemi | 12            | 8             | 4             | 83            | 69            |
| 2006 | 5             | Markku Uusipaavalniemi | 11            | 6             | 5             | 71            | 67            |
| 2007 | 6             | Markku Uusipaavalniemi | 12            | 6             | 6             | 77            | 69            |
| 2008 | Geen deelname | Geen deelname          | Geen deelname | Geen deelname | Geen deelname | Geen deelname | Geen deelname |
| 2009 | 12            | Kalle Kiiskinen        | 11            | 1             | 10            | 48            | 90            |
| 2010 | Geen deelname | Geen deelname          | Geen deelname | Geen deelname | Geen deelname | Geen deelname | Geen deelname |
| 2011 | Geen deelname | Geen deelname          | Geen deelname | Geen deelname | Geen deelname | Geen deelname | Geen deelname |
| 2012 | Geen deelname | Geen deelname          | Geen deelname | Geen deelname | Geen deelname | Geen deelname | Geen deelname |
| 2013 | 12            | Aku Kauste             | 11            | 2             | 9             | 62            | 83            |
| 2014 | Geen deelname | Geen deelname          | Geen deelname | Geen deelname | Geen deelname | Geen deelname | Geen deelname |
| 2015 | 4             | Aku Kauste             | 14            | 7             | 7             | 90            | 89            |
| 2016 | 8             | Aku Kauste             | 11            | 5             | 6             | 67            | 64            |
| 2017 | Geen deelname | Geen deelname          | Geen deelname | Geen deelname | Geen deelname | Geen deelname | Geen deelname |
| 2018 | Geen deelname | Geen deelname          | Geen deelname | Geen deelname | Geen deelname | Geen deelname | Geen deelname |
| 2019 | Geen deelname | Geen deelname          | Geen deelname | Geen deelname | Geen deelname | Geen deelname | Geen deelname |
| 2021 | Geen deelname | Geen deelname          | Geen deelname | Geen deelname | Geen deelname | Geen deelname | Geen deelname |
| 2022 | 11            | Kalle Kiiskinen        | 12            | 4             | 8             | 67            | 90            |
| 2023 | Geen deelname | Geen deelname          | Geen deelname | Geen deelname | Geen deelname | Geen deelname | Geen deelname |
| 2024 | Geen deelname | Geen deelname          | Geen deelname | Geen deelname | Geen deelname | Geen deelname | Geen deelname |
| 2025 | Geen deelname | Geen deelname          | Geen deelname | Geen deelname | Geen deelname | Geen deelname | Geen deelname |

## Finland op het Europees kampioenschap
| Jaar | Plaats        | Skip                   | WG            | W             | V             | PV            | PT            |
| ---- | ------------- | ---------------------- | ------------- | ------------- | ------------- | ------------- | ------------- |
| 1975 | Geen deelname | Geen deelname          | Geen deelname | Geen deelname | Geen deelname | Geen deelname | Geen deelname |
| 1976 | Geen deelname | Geen deelname          | Geen deelname | Geen deelname | Geen deelname | Geen deelname | Geen deelname |
| 1977 | Geen deelname | Geen deelname          | Geen deelname | Geen deelname | Geen deelname | Geen deelname | Geen deelname |
| 1978 | Geen deelname | Geen deelname          | Geen deelname | Geen deelname | Geen deelname | Geen deelname | Geen deelname |
| 1979 | Geen deelname | Geen deelname          | Geen deelname | Geen deelname | Geen deelname | Geen deelname | Geen deelname |
| 1980 | Geen deelname | Geen deelname          | Geen deelname | Geen deelname | Geen deelname | Geen deelname | Geen deelname |
| 1981 | 14            | Isto Kolemainen        | 7             | 1             | 6             | 25            | 64            |
| 1982 | 13            | Isto Kolemainen        | 6             | 0             | 6             | 26            | 70            |
| 1983 | 10            | Pekka Kouvo            | 7             | 1             | 6             | 28            | 53            |
| 1984 | 8             | Kari Ryokas            | 7             | 2             | 5             | 39            | 51            |
| 1985 | 9             | Jussi Uusipaavalniemi  | 6             | 3             | 3             | 28            | 43            |
| 1986 | 11            | Jussi Uusipaavalniemi  | 6             | 2             | 4             | 39            | 41            |
| 1987 | 7             | Jussi Uusipaavalniemi  | 9             | 5             | 4             | 40            | 48            |
| 1988 | 12            | Jussi Uusipaavalniemi  | 7             | 2             | 5             | 35            | 50            |
| 1989 | 11            | Jussi Uusipaavalniemi  | 8             | 4             | 4             | 47            | 28            |
| 1990 | 7             | Jussi Uusipaavalniemi  | 7             | 4             | 3             | 37            | 35            |
| 1991 | 8             | Jussi Uusipaavalniemi  | 5             | 5             | 0             | 47            | 13            |
| 1992 | 6             | Tomi Rantamäki         | 7             | 2             | 5             | 37            | 44            |
| 1993 | 9             | Jari Laukkanen         | 7             | 5             | 2             | 59            | 37            |
| 1994 | 9             | Tomi Rantamäki         | 7             | 3             | 4             | 39            | 54            |
| 1995 | 12            | Jori Aro               | 6             | 1             | 5             | 31            | 37            |
| 1996 | 7             | Markku Uusipaavalniemi | 8             | 4             | 4             | 56            | 47            |
| 1997 | 6             | Markku Uusipaavalniemi | 8             | 5             | 3             | 53            | 43            |
| 1998 | 4             | Markku Uusipaavalniemi | 8             | 5             | 3             | 43            | 36            |
| 1999 | 3             | Markku Uusipaavalniemi | 8             | 6             | 2             | 50            | 37            |

| Jaar | Plaats | Skip                   | WG | W  | V | PV  | PT |
| ---- | ------ | ---------------------- | -- | -- | - | --- | -- |
| 2000 | 1      | Markku Uusipaavalniemi | 11 | 11 | 0 | 85  | 51 |
| 2001 | 3      | Markku Uusipaavalniemi | 11 | 7  | 4 | 73  | 56 |
| 2002 | 4      | Markku Uusipaavalniemi | 11 | 6  | 5 | 73  | 74 |
| 2003 | 9      | Wille Mäkelä           | 11 | 2  | 9 | 55  | 78 |
| 2004 | 11     | Markku Uusipaavalniemi | 13 | 11 | 2 | 122 | 44 |
| 2005 | 8      | Markku Uusipaavalniemi | 12 | 5  | 7 | 65  | 68 |
| 2006 | 6      | Markku Uusipaavalniemi | 10 | 5  | 5 | 65  | 57 |
| 2007 | 9      | Kalle Kiiskinen        | 9  | 2  | 7 | 47  | 58 |
| 2008 | 11     | Kalle Kiiskinen        | 13 | 12 | 1 | 100 | 44 |
| 2009 | 9      | Tomi Rantamäki         | 10 | 2  | 8 | 48  | 90 |
| 2010 | 15     | Kalle Kiiskinen        | 6  | 4  | 2 | 50  | 26 |
| 2011 | 17     | Markku Uusipaavalniemi | 7  | 4  | 3 | 44  | 34 |
| 2012 | 11     | Aku Kauste             | 13 | 10 | 3 | 92  | 67 |
| 2013 | 10     | Tomi Rantamäki         | 9  | 1  | 8 | 52  | 74 |
| 2014 | 11     | Aku Kauste             | 11 | 10 | 1 | 92  | 50 |
| 2015 | 4      | Aku Kauste             | 11 | 5  | 6 | 68  | 70 |
| 2016 | 9      | Aku Kauste             | 10 | 3  | 7 | 46  | 72 |
| 2017 | 11     | Aku Kauste             | 12 | 9  | 3 | 82  | 55 |
| 2018 | 9      | Wille Mäkelä           | 9  | 2  | 7 | 37  | 76 |
| 2019 | 12     | Jermu Pöllänen         | 10 | 7  | 3 | 85  | 53 |
| 2021 | 10     | Kalle Kiiskinen        | 9  | 1  | 8 | 40  | 65 |
| 2022 | 12     | Kalle Kiiskinen        | 9  | 7  | 2 | 71  | 42 |
| 2023 | 10     | Kalle Kiiskinen        | 9  | 1  | 8 | 43  | 69 |
| 2024 | 19     | Matias Hänninen        | 7  | 3  | 4 | 45  | 50 |

Andorra · Australië · België · Bosnië en Herzegovina · Brazilië · Bulgarije · Canada · China · Chinees Taipei · Denemarken · Duitsland · Engeland · Estland · Filipijnen · Finland · Frankrijk · Georgië · Griekenland · Groot-Brittannië · Guyana · Hongarije · Hongkong · Ierland · IJsland · India · Israël · Italië · Jamaica · Japan · Kazachstan · Kenia · Kirgizië · Kroatië · Letland · Liechtenstein · Litouwen · Luxemburg · Mexico · Nederland · Nieuw-Zeeland · Nigeria · Noorwegen · Oekraïne · Oostenrijk · Polen · Portugal · Puerto Rico · Qatar · Roemenië · Rusland · Saoedi-Arabië · Schotland · Servië · Slovenië · Slowakije · Spanje · Thailand · Tsjechië · Tsjecho-Slowakije · Turkije · Verenigde Staten · Wales · Wit-Rusland · Zuid-Korea · Zweden · Zwitserland